# مایکروسافت کین
کین خانواده‌ای از تلفن‌های همراه مایکروسافت است که توسط اپراتور شبکه موبایل ورایزون وایرلس فروخته می‌شد. پس از چند سال توسعه که هزینهٔ تقریبی یک میلیون دلاری را در پی داشت، کین به بخشی از خانواده ویندوز فون مایکروسافت تبدیل و به عنوان عموزاده ویندوز فون شناخته شد. در ۲۳ فروردین سال ۱۳۸۹، مایکروسافت دو مدل از کین را به نمایش گذاشت، که هر دو به صورت خرید آنلاین در ۱۶ اردیبهشت ۱۳۸۹ و همچنین در فروشگاه‌ها توسط ورایزون وایرلس در ۲۳ اردیبهشت ۱۳۸۹ در آمریکا قابل خرید بودند. تلفن‌ها قرار بود در پاییز ۲۰۱۰ میلادی توسط وودافون در اروپا نیز به فروش برسند اما فروش در اروپا به دلیل استقبال کم از این محصول در آمریکا لغو شد. از آن هنگام تولید این دو گوشی متوقف شد و تیم توسعه دهنده کین با با تیم ویندوز فون ادغام گردید و مایکروسافت ارتقا آن‌ها را متوقف کرد. این گوشی‌ها که توسط مایکروسافت طراحی شده بودند به وسیله شارپ تولید می‌گردیدند. گوشی‌های کین استفاده‌کننده گان از شبکه‌های اجتماعی را هدف گرفته بودند. مایکروسافت رده سنی هدف این محصولات را افراد بین ۱۵ و ۳۰ سال توصیف کرده بود.